# Kaysar Dadour
Kaysar Dadour (em árabe:  قيصر دادور; Alepo, 9 de julho de 1989) é um ator sírio naturalizado brasileiro. Kaysar ficou mais conhecido após participar da décima oitava temporada do reality show brasileiro Big Brother Brasil. Após dessa participação se tornou um ator profissional, atuando na novela Órfãos da Terra.

## Biografia
Nascido e criado na cidade de Alepo, deixou a Síria em 2011 por conta da Guerra Civil no país. Com visto de estudante, fugiu para a Ucrânia, onde dormiu na rua até conseguir abrigo e foi agredido por extremistas islâmicos devido à sua crença. Em 2014, com a ajuda do cônsul da Síria do Brasil e primo de sua mãe, conseguiu ir para a cidade de Curitiba (no Paraná) para viver com outro primo. Na cidade, trabalhou como garçom e animador de festas.
Seus pais e sua irmã chegaram ao Brasil em setembro de 2018. Em 2019, Kaysar se naturalizou como cidadão brasileiro. Ele é fluente em árabe, inglês, francês, grego, português, russo e ucraniano e tem formação em hotelaria.

## Carreira
Tornou-se conhecido após participar da décima oitava temporada do Big Brother Brasil, no qual ficou em segundo lugar com 39,33% dos votos. Após o programa, participou de testes de elenco para o filme Carcereiros. Apesar de não ter experiência como ator, foi aprovado e interpretou o terrorista Abdel.
Em 2019, integrou o elenco da novela das seis Órfãos da Terra, interpretando o capanga Fauze. A temática da novela, compatível à história de Kaysar, deu oportunidade ao ator de contar mais de sua história em programas de televisão, entrevistas e projetos. No mesmo ano, participou da décima sexta temporada da Dança dos Famosos, ganhando a competição. Em 2020, interpretou Mikhail na série Panelinha, exibida pelo canal Warner Brasil.
Em 15 abril de 2021 foi anunciado com um dos 16 participantes da 5º Temporada de No Limite. Onde foi o 9° eliminado.
Em maio de 2021, integra na série Galera FC do canal fechado TNT, como o espião linha dura Malak.
Em 2022 ele interpretou o personagem Kaká Bezerra na novela "Cara & Coragem" da TV Globo.

### Como cantor
Em novembro de 2020, foi lançada a música de funk com inspiração em ritmos da música árabe, intitulada "O Golpe tá aí Cai Quem Quer" do artista DJ Guuga, onde Kaysar faz uma participação especial cantando o verso inicial "meu amor, meu coração, minha alma, te amo Sarah" em língua árabe.
Em fevereiro de 2021, lançou a música "Fogo no Parquinho", a sua primeira música solo.

## Filmografia

### Televisão
| Ano     | Título                    | Personagem                  | Notas                     |
| ------- | ------------------------- | --------------------------- | ------------------------- |
| 2018    | Big Brother Brasil        | Participante (Vice-campeão) | Temporada 18              |
| 2019    | Dança dos Famosos         | Participante (Vencedor)     | Temporada 16              |
| 2019    | Órfãos da Terra           | Fauze Harun                 |                           |
| 2021    | No Limite                 | Participante (8º lugar)     | Temporada 5               |
| 2021    | Carcereiros               | Abdel Mussa                 |                           |
| 2021    | Galera FC                 | Malak                       |                           |
| 2021    | Vai que Cola              | Jamil                       | Episódio: "É das Arábias" |
| 2021    | Passaporte para Liberdade | Khaled                      |                           |
| 2022-23 | Cara e Coragem            | Kaká Bezerra                |                           |
| 2025    | Guerreiros do Sol         | Almir                       |                           |

### Cinema
| Ano  | Título          | Personagem  |
| ---- | --------------- | ----------- |
| 2019 | Carcereiros     | Abdel Mussa |
| 2022 | Me Tira da Mira | Javier      |

### Internet
| Ano  | Título              | Personagem |
| ---- | ------------------- | ---------- |
| 2021 | Todos Merecem o Céu | Cleiton    |

## Prêmios e indicações
| Ano  | Prêmio                 | Categoria             | Indicação       | Resultado | Ref.   |
| ---- | ---------------------- | --------------------- | --------------- | --------- | ------ |
| 2019 | Melhores do Ano        | Ator Revelação        | Órfãos da Terra | Venceu    | [ 31 ] |
| 2019 | Prêmio Contigo! Online | Revelação da TV       | Órfãos da Terra | Venceu    | [ 32 ] |
| 2019 | Prêmio F5              | Melhor Ator Revelação | Órfãos da Terra | Indicado  | [ 33 ] |
| 2019 | Prêmio Área Vip        | Revelação             | Órfãos da Terra | Venceu    | [ 34 ] |
| 2020 | Troféu Internet        | Revelação do Ano      | Órfãos da Terra | Indicado  | [ 35 ] |